# Лерах
Лерах (њем. Lörrach) град је у њемачкој савезној држави Баден-Виртемберг. Једно је од 35 општинских средишта округа Лерах. Према процјени из 2010. у граду је живјело 48.158 становника. Посједује регионалну шифру (AGS) 8336050.

## Географски и демографски подаци
Лерах се налази у савезној држави Баден-Виртемберг у округу Лерах. Град се налази на надморској висини од 294 метра. Површина општине износи 39,4 km². У самом граду је, према процјени из 2010. године, живјело 48.158 становника. Просјечна густина становништва износи 1.222 становника/km².

## Међународна сарадња
| Мјесто     | Држава               | Врста сарадње | Од    |
| ---------- | -------------------- | ------------- | ----- |
| Једрене    | Турска               | контакт       | 2006. |
| Лублињец   | Пољска               | контакт       | 2004. |
| Вишгород   | Украјина             | пријатељство  | 1999. |
| Честер     | Уједињено Краљевство | партнерство   | 2002. |
| Сенигалија | Италија              | партнерство   | 1986. |
| Санс       | Француска            | партнерство   | 1976. |
| Извор      |                      |               |       |